# Oratorio di Santa Maria della Neve (Colorno)
L'oratorio di Santa Maria della Neve, noto anche come oratorio del Lorno e oratorio della Madonnina del Ponte, è un luogo di culto cattolico dalle forme neoclassiche, situato in via dei Mille a Colorno, in provincia e diocesi di Parma; è sussidiario della parrocchiale di Santa Margherita di Colorno e fa parte della zona pastorale della Bassa.

## Storia
Alcuni storici ipotizzano che sul luogo dell'oratorio sorgesse in epoca medievale una chiesa a servizio dell'originario borgo di Colorno, situato in corrispondenza della confluenza tra il canale Lorno e il torrente Parma; secondo tale presupposto, l'edificio sarebbe in seguito stato distrutto nel 1247, durante gli scontri con le truppe dell'imperatore del Sacro Romano Impero Federico II di Svevia, e al suo posto sarebbe stata eretta una colonna ornata con un'immagine raffigurante la Beata Vergine.
Testimonianze certe attestano che il luogo di culto fu costruito nel 1566 e, in considerazione della sua posizione a fianco del ponte sul canale Lorno, divenne inizialmente noto come oratorio della Madonnina del Ponte o del Lorno.
Nel 1780 il piccolo tempio fu completamente riedificato in stile neoclassico e al suo interno il 3 luglio fu costituita la Pia Unione della Beata Vergine della Neve, da cui derivò il nome dell'oratorio; tre anni dopo vi fu collocato un organo realizzato da Giovanni Cavalletti.
Tra il 1803 e il 1804 il piccolo tempio fu completamente ristrutturato per volere dell'amministratore ducale Médéric Louis Élie Moreau de Saint-Méry.
Nel 1894 furono posizionate le campane all'interno della torre campanaria.
Intorno al 1960 l'edificio fu ristrutturato.
Nel 2012 il luogo di culto fu sottoposto a interventi di restauro.

## Descrizione

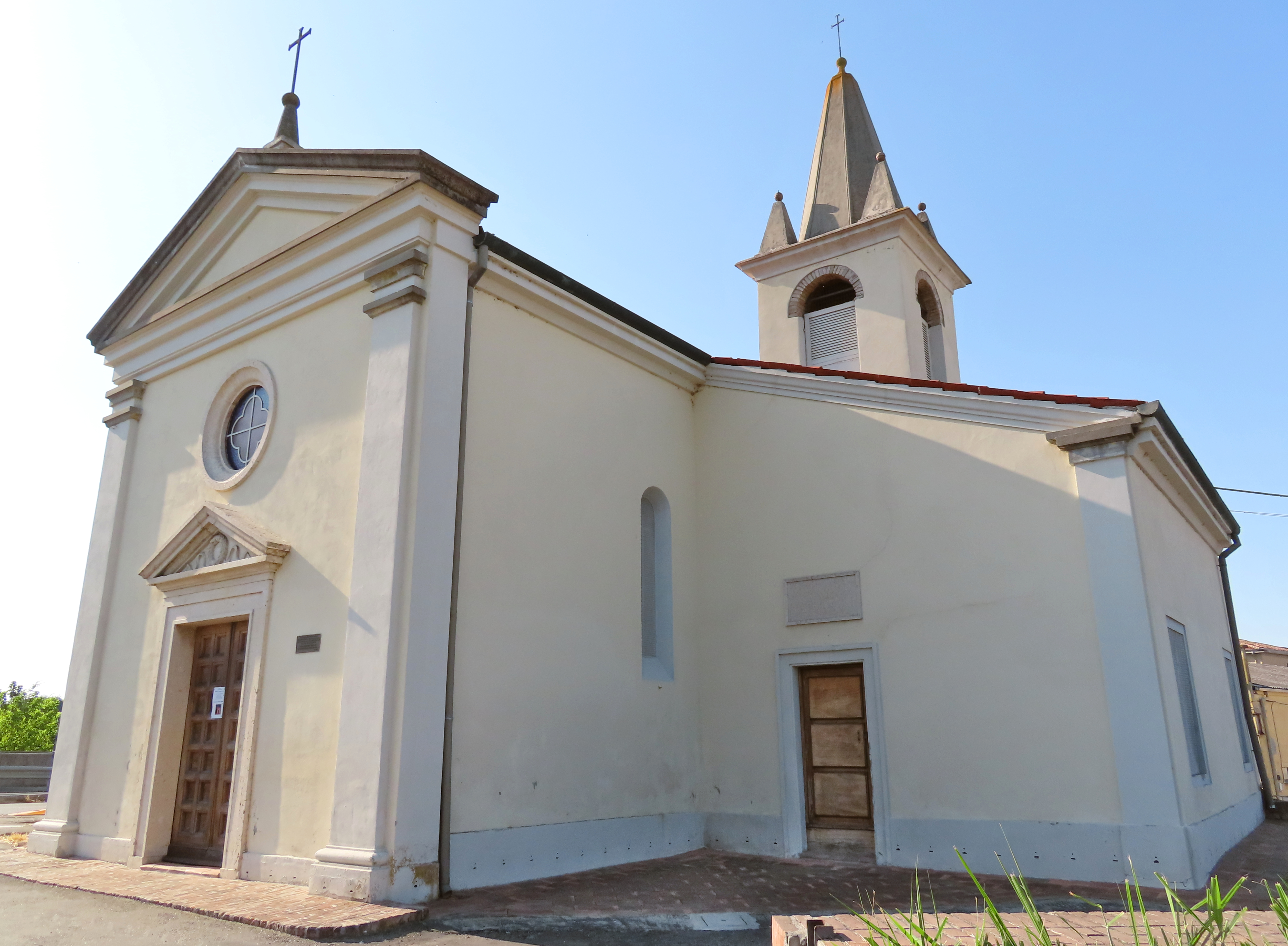
Facciata e lato est

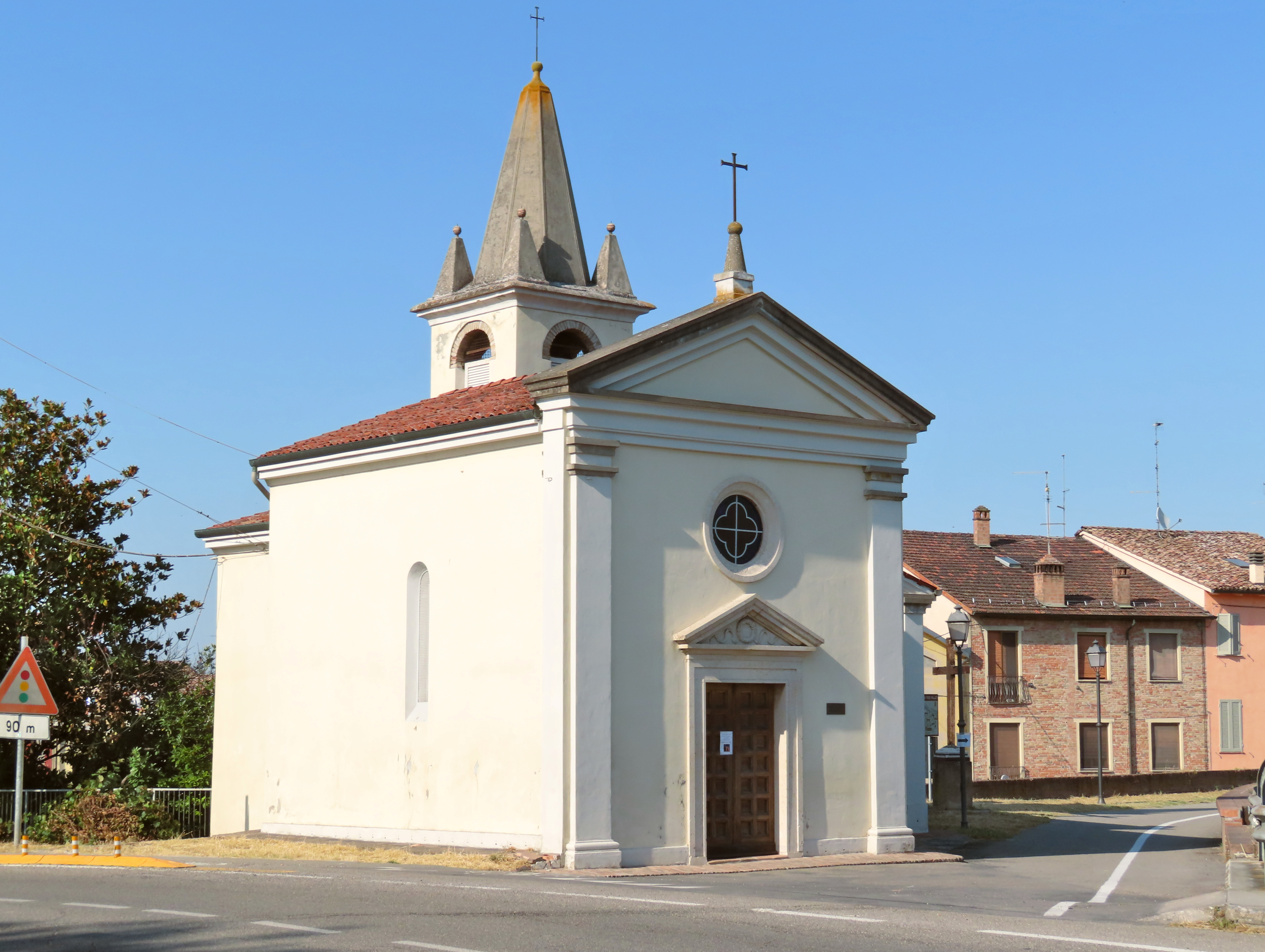
Facciata e lato ovest

L'oratorio si sviluppa su un impianto a navata unica, con ingresso a sud e presbiterio a nord.
La simmetrica facciata a capanna, interamente intonacata come il resto dell'edificio, è delimitata da due lesene doriche; al centro è collocato il portale d'ingresso, delimitato da una cornice modanata e sormontato da un frontone triangolare; più in alto si apre nel mezzo un oculo incorniciato in rilievo; a coronamento del prospetto si staglia un ampio frontone triangolare.
I fianchi sono illuminati da esili monofore; dal lato destro aggetta il volume dei locali accessori, mentre sul retro, accanto al presbiterio, si innalza il campanile, la cui cella campanaria si affaccia sulle quattro fronti attraverso ampie aperture a tutto sesto; a coronamento della torre si ergono quattro piccoli pinnacoli piramidali alle estremità e una guglia a base ottagonale nel mezzo.
All'interno la navata è coperta da un soffitto piano decorato con affreschi; sulla destra la cantoria in nicchia accoglie l'organo Cavalletti, risalente al 1783.
Il presbiterio, lievemente sopraelevato, è preceduto dall'arco trionfale; l'ambiente, coperto da una volta a botte dipinta, accoglie l'altare maggiore; sul fondo si staglia, all'interno di un'ancona delimitata da due lesene a sostegno di un frontone di coronamento, la pala raffigurante la Madonna della Neve, realizzata tra la fine del XVI secolo e gli inizi del XVII.
L'oratorio conserva un olio ritraente la Beata Vergine di Caravaggio, eseguito da Francesco Rivara nel 1863 su commissione della Pia Unione della Beata Vergine della Neve.